# Candida sophiae-reginae
Candida sophiae-reginae är en svampart som beskrevs av C. Ramírez & A.E. González 1984. Candida sophiae-reginae ingår i släktet Candida, ordningen Saccharomycetales, klassen Saccharomycetes, divisionen sporsäcksvampar och riket svampar.   Inga underarter finns listade i Catalogue of Life.